# Trigonotylus longipes
Trigonotylus longipes är en insektsart som beskrevs av Slater och Wagner 1955. Trigonotylus longipes ingår i släktet Trigonotylus och familjen ängsskinnbaggar. Inga underarter finns listade i Catalogue of Life.